# فلوئورید نقره (II)
فلوئورید نقره (II) (به انگلیسی: Silver(II) fluoride) با فرمول شیمیایی AgF۲ یک ترکیب شیمیایی است. که جرم مولی آن ۱۴۵٫۸۶۵ g/mol می‌باشد. شکل ظاهری این ترکیب، پودر بلورین سفید یا خاکستری است.